# Troglohyphantes oromii
Troglohyphantes oromii là một loài nhện trong họ Linyphiidae.
Loài này thuộc chi Troglohyphantes. Troglohyphantes oromii được miêu tả năm 1986 bởi Ribera & Blasco.